# Lancer du poids masculin aux championnats du monde d'athlétisme 1997
Navigation
Göteborg 1995 Séville 1999
L'épreuve du lancer du poids masculin des championnats du monde d'athlétisme 1997 s'est déroulée le 2 août 1997 au Stade olympique d'Athènes, en Grèce. Elle est remportée par l'Américain John Godina.

## Résultats

### Finale
| Rang               | Athlète           | Pays           | Essais | Essais | Essais | Essais | Essais | Essais | Marque | Notes |
| Rang               | Athlète           | Pays           | 1      | 2      | 3      | 4      | 5      | 6      | Marque | Notes |
| ------------------ | ----------------- | -------------- | ------ | ------ | ------ | ------ | ------ | ------ | ------ | ----- |
| Médaille d'or      | John Godina       | États-Unis     | 21.24  | 21.39  | 21.44  | 21.19  | 21.20  | x      | 21.44  |       |
| Médaille d'argent  | Oliver-Sven Buder | Allemagne      | 20.79  | 20.18  | 20.41  | 21.05  | x      | 21.24  | 21.24  |       |
| Médaille de bronze | C.J. Hunter       | États-Unis     | 20.22  | 20.30  | x      | x      | x      | 20.33  | 20.33  |       |
| 4                  | Yuriy Bilonoh     | Ukraine        | x      | 20.22  | x      | 20.26  | x      | x      | 20.26  |       |
| 5                  | Mika Halvari      | Finlande       | x      | 20.13  | x      | x      | x      | x      | 20.13  |       |
| 6                  | Roman Virastyuk   | Ukraine        | 20.00  | 20.01  | 20.12  | x      | x      | x      | 20.12  |       |
| 7                  | Kevin Toth        | États-Unis     | 19.50  | 20.02  | x      | x      | x      | x      | 20.02  |       |
| 8                  | Michael Mertens   | Allemagne      | 19.82  | 19.91  | 19.86  | x      | x      | x      | 19.91  |       |
| 9                  | Paolo Dal Soglio  | Italie         | 19.77  | x      | x      |        |        |        | 19.77  |       |
| 10                 | Burger Lambrechts | Afrique du Sud | x      | 19.39  | x      |        |        |        | 19.39  |       |
| 11                 | Saulius Kleiza    | Lituanie       | 18.25  | x      | x      |        |        |        | 18.25  |       |
|                    | Oleksandr Bagach  | Ukraine        |        |        |        |        |        |        | DQ     |       |

## Légende
Records et Performances
- AR : Record continental (area record)
- CR : Record des championnats (championship record)
- MR : Record du meeting (meet record)
- NR : Record national (national record)
- OR : Record olympique (olympic record)
- PR : Record paralympique (paralympic record)
- PB : Record personnel (personal best)
- SB : Meilleure performance personnelle de la saison (season's best)
- WL : Meilleure performance mondiale de l'année (world leader)
- WJR : Record du monde junior (world junior record)
- WR : Record du monde (world record)

Circonstances et Conditions
- DNF : N'a pas terminé (did not finish)
- DNS : N'a pas pris le départ (did not start)
- DQ : Disqualification (disqualification)
- NM : Aucun essai valable enregistré (No Mark)
- Q : Qualifié « directement » au prochain tour (ou à la prochaine compétition), lors d'une compétition majeure, grâce au classement ou à la réalisation des minima (automatic qualifier)
- q : Qualifié au prochain tour (ou à la prochaine compétition), lors d'une compétition majeure, grâce au repêchage ou à la réalisation de l'une des meilleures performances parmi celles des « non qualifiés directement » (grâce au meilleur temps ou à la meilleure distance par exemple) (secondary qualifier)